# Ingrisma femorata
Ingrisma femorata är en skalbaggsart som beskrevs av Oliver Erichson Janson 1903. Ingrisma femorata ingår i släktet Ingrisma och familjen Cetoniidae. Inga underarter finns listade i Catalogue of Life.